# Fontanna Trytonów w Ołomuńcu

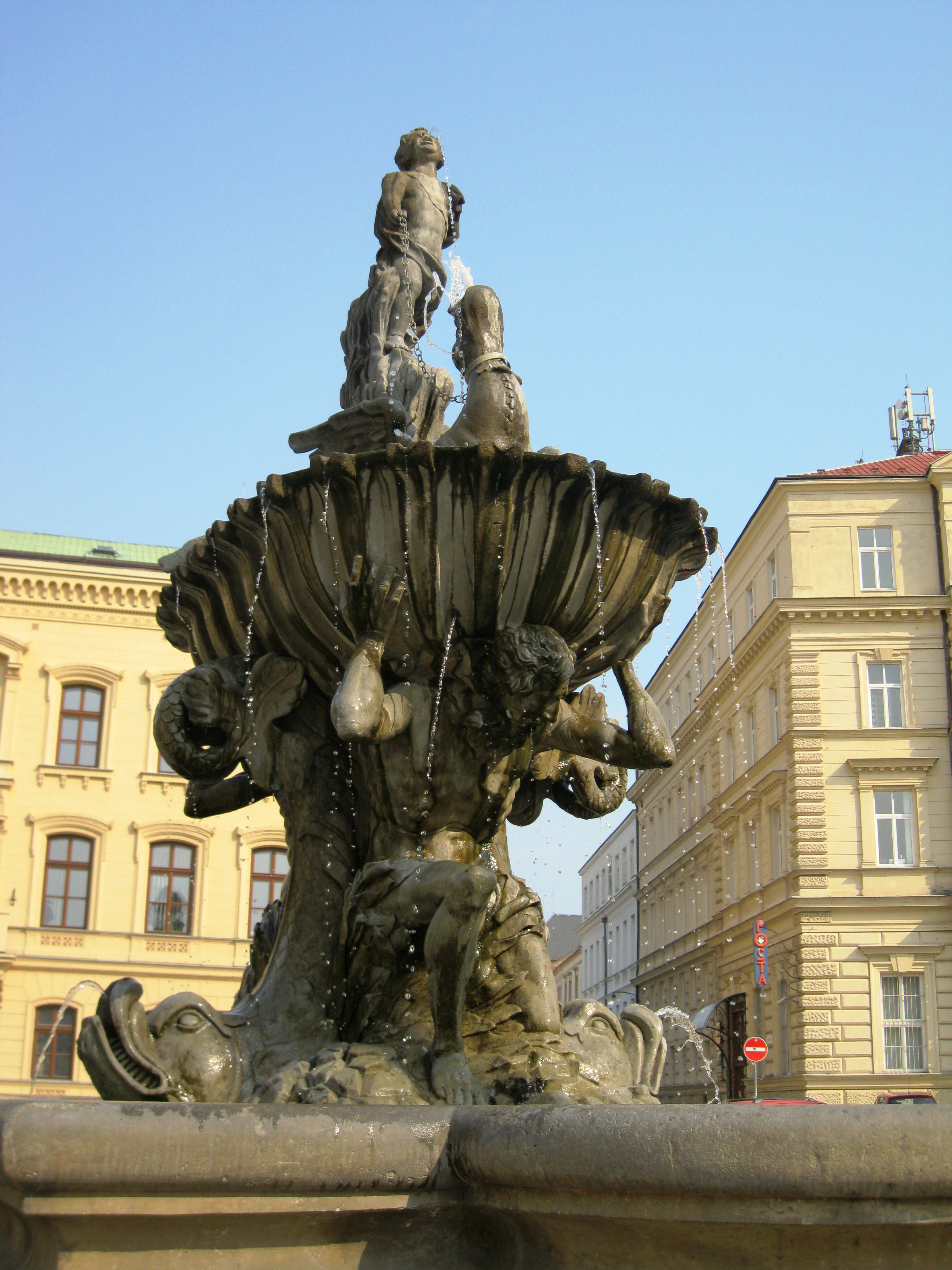
Fontanna Trytonów w Ołomuńcu

Fontanna Trytonów (czes. Kašna Tritonů) – zabytkowa, barokowa fontanna znajdująca się na Placu Republiki (czes. náměstí Republiky) w mieście Ołomuniec w Czechach.
Powstała w 1709 r., po wielkim pożarze miasta, który miał miejsce w roku 1707. Jej twórcą był ołomuniecki kamieniarz i rzeźbiarz Wenzel Render. Pierwotnie stała w miejscu, gdzie zbiegają się dzisiejsze ulice Ztracená, Ostružnická i Denisova. Na obecne miejsce została przeniesiona w 1890 r.
Kompozycja rzeźbiarska przedstawia dwie postacie nadludzkiej wielkości Trytonów, podtrzymujących muszlę, w której widzimy chłopca z dwoma „wodnymi” psami. Z ich paszcz tryska woda, przelewająca się następnie przez krawędź muszli. Pomiędzy Trytonami wkomponowane są dwa stylizowane delfiny, z których pysków również tryska woda. Niewątpliwą inspiracją dla autora tego dzieła była słynna Fontanna Trytona na Piazza Barberini w Rzymie, dłuta G. L. Berniniego.
Basen fontanny ma kształt wieloboku o segmentowo przełamanych, bogato profilowanych bokach.